# De Hole
De Hole is een voormalige buurtschap in het uiterste noordoosten van de gemeente Midden-Groningen, nabij de gemeentegrens met de gemeenten Appingedam en Delfzijl. Het gehucht behoorde tot het kerspel Siddeburen en lag aan de westkant van het Meedhuizermeer, dat na droogmaking de polder Nieuw Oosterbroek werd.
De buurtschap wordt in 1555 als Holen en in 1690 als op de Hoole vermeld. De waternaam De Hole is wellicht afkomstig van Proto-Germaans *hula, een watertoponiem dat net als hel-, hol-, hal- en het Engelse hollow een 'komvormige uitdieping' aanduidt, In specifiekere zin kan het ook om een 'opening in een dijk' of 'duiker' gaan, Middelnederlands hōle, hool of heul.
De Hole bestond uit enkele verspreid gelegen boerderijen en wat bomen. Halverwege de 19e eeuw stonden er volgens Van der Aa drie huizen en woonden er zestien mensen. In de jaren 1950 stonden er nog steeds drie huizen. Het buurtje werd tot de kadastrale sectie De Zanden gerekend, omdat het van 1806 tot 1854 deel uitmaakte van de Tjuchemer- of Zanderpolder. Het streekje werd in de 18e eeuw ook wel tot Ooster-Tjuchem gerekend.
Bij de ruilverkaveling in de jaren 1950 en 1960 verdwenen de huizen en vervolgens ook het Holemaar en alle wegen rondom het gehucht. De locatie is daardoor tegenwoordig nauwelijks  herkenbaar in het landschap. De Holeweg (Provinciale weg N367) ligt ongeveer 1,5 kilometer ten noorden van het gehucht. Tussen deze weg en het gehucht stond aan het Holemaar tussen 1855 en 1930 de poldermolen van de Holepolder (opgericht in 1854).
Iets ten westen van de plek waar vroeger De Hole lag, bevindt zich een bunker uit de Tweede Wereldoorlog. Deze bunker deed dienst als schuilbunker en vormde onderdeel van de Duitse verdedigingslinie bij Meedhuizen, die in 1944 werd gebouwd. De plek was echter slecht gekozen, omdat de bunker door ingezette inundaties geïsoleerd kwam te liggen en alleen nog over het water bereikbaar was. Het gehucht was al eerder ontruimd en kwam onder water te staan. De stelling werd daarop door het Duitse leger verlaten omdat hij weinig nut meer had.

## Holemaar
Ten oosten van De Hole lag het Holemaar. Dit maar maakte deel uit van het Oostwolderzijlvest. Het maar begon tern hoogte van de Oudeweg in de buurtschap Leentjer, waar het de naam Munnikesloot droeg. Ter hoogte van de uitwatering van de Noorderpolder in de Oosterweeren waar een tweede watergang met de naam Monnikesloot in het kanaal uitmondde. veranderde de officiële naam in Holemaar. 
Het watertje werd daarna onderbroken door het Meedhuizermeer, liep verder aan de noordkant om de buurtschap De Hole heen, om vervolgens verder westelijk via het Splitmaar in het Eelwerdermaar uit te monden. Dit afwateringskanaal stroomde vervolgens via het sluisje Branderzijl in het Damsterdiep, vlakbij het gehucht Eelwerd. 
Het Holemaar vormde tevens de scheiding tussen de kerspelen Siddeburen en Meedhuizen. Het grensde in het noorden aan Opwierde.